# Mariusz Sielski
Mariusz Sielski (ur. 22 lipca 1971 w Grudziądzu) – polski żużlowiec.
Sport żużlowy uprawiał w latach 1988–1992, reprezentując barwy klubów: GKM Grudziądz (1988), Apator Toruń (1989), Polonia Bydgoszcz (1990–1991) oraz Polonia Piła (1992).
Brązowy medalista drużynowych mistrzostw Polski (1990). Finalista indywidualnych mistrzostw Polski (Lublin 1990 – XIV miejsce). Finalista młodzieżowych mistrzostw Polski par klubowych (Gorzów Wielkopolski 1991 – IV miejsce). Dwukrotny finalista turniejów o "Brązowy Kask" (1989 – XIV miejsce, Tarnów 1990 – IV miejsce). 